# Оріхівський заказник
Орі́хівський зака́зник — гідрологічний заказник місцевого значення в Україні. Об'єкт розташований на території Ковельського району Волинської області, біля сіл Межисить, Залисиця, Самари-Оріхові, Мале Оріхове.
Площа — 824 га, статус отриманий у 1996 році. Перебуває у віданні: Самарівська сільська громада (805 га) та ДП СЛАП «Ратнеагроліс», Щедрогірське л-во, кв. 4, вид. 26–34, 37–39 (19,0 га).
Статус надано з метою охорони та збереження у природному стані озер льодовикового походження: Велике Оріхове, Оріховець, Засвяття з прибережними угрупованнями лучно-болотної рослинності, де зростають очерет звичайний (Phragmites australis), рогіз вузьколистий (Typha angustifolia), осоки: чорна (Carex nigra), здута (C. rostrata), пухирчаста (C. vesicaria), висока (C. elata), щавель прибережний (Rumex hydrolapathum), щучка дерниста (Deschampsia cespitosa), тимофіївка лучна (Phleum pratense), верба біла (Salix alba). У заказнику також розташоване болото «Урочище Дупло» площею 21,5 га, де росте журавлина болотяна Vaccinium oxycoccos. Озера Велике Оріхове і Оріховець інтенсивно замулюються. 
Фауна водойм і водно-болотних комплексів заказника представлена такими видами риб: лящ (Abramis brama), щука (Esox lucius), карась сріблястий (Carassius gibelio), лин (Tinca tinca), лиска (Fulica atra), птахів: чирянки велика (Anas querquedula) і мала (A. crecca), шилохвіст (Anas acuta), широконіска (Anas clypeata), крижень (Anas platyrhynchos), лебідь-шипун (Cygnus olor), лелека білий (Ciconia ciconia), ссавців: ондатра (Ondatra zibethicus), бобер європейський (Castor fiber). 
У заказнику охороняються рідкісні види тварин: лелека чорний (Ciconia nigra), журавель сірий (Grus grus), горностай (Mustela erminea) та видра річкова (Lutra lutra), які занесені до Червоної книги України, Європейського червоного списку, додатків конвенції CITES, Бернської конвенції, Боннської конвенції та Угоди AEWA.

## Галерея

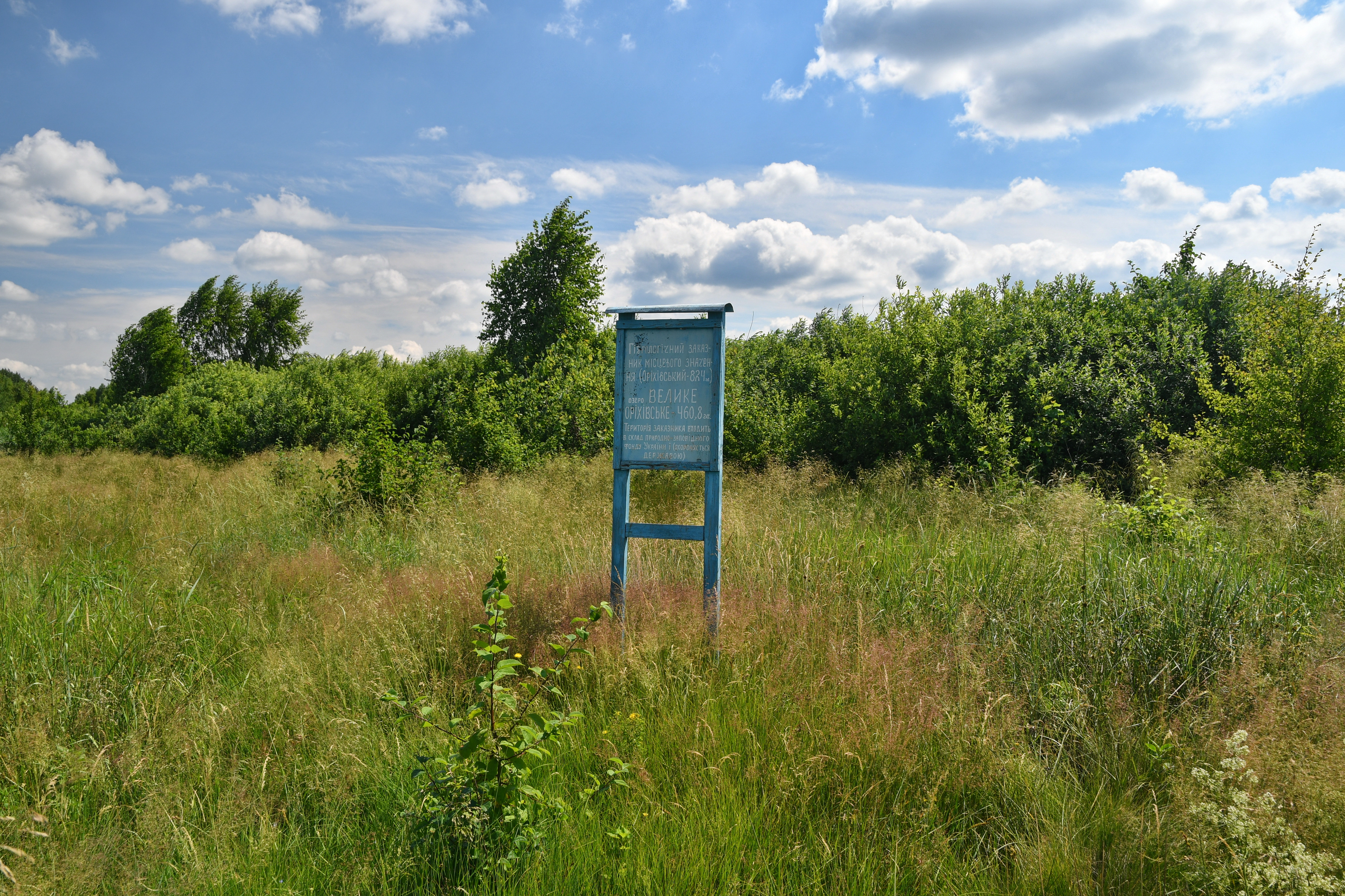
Інформаційна дошка
панорама західного берега оз. Велике Оріхове
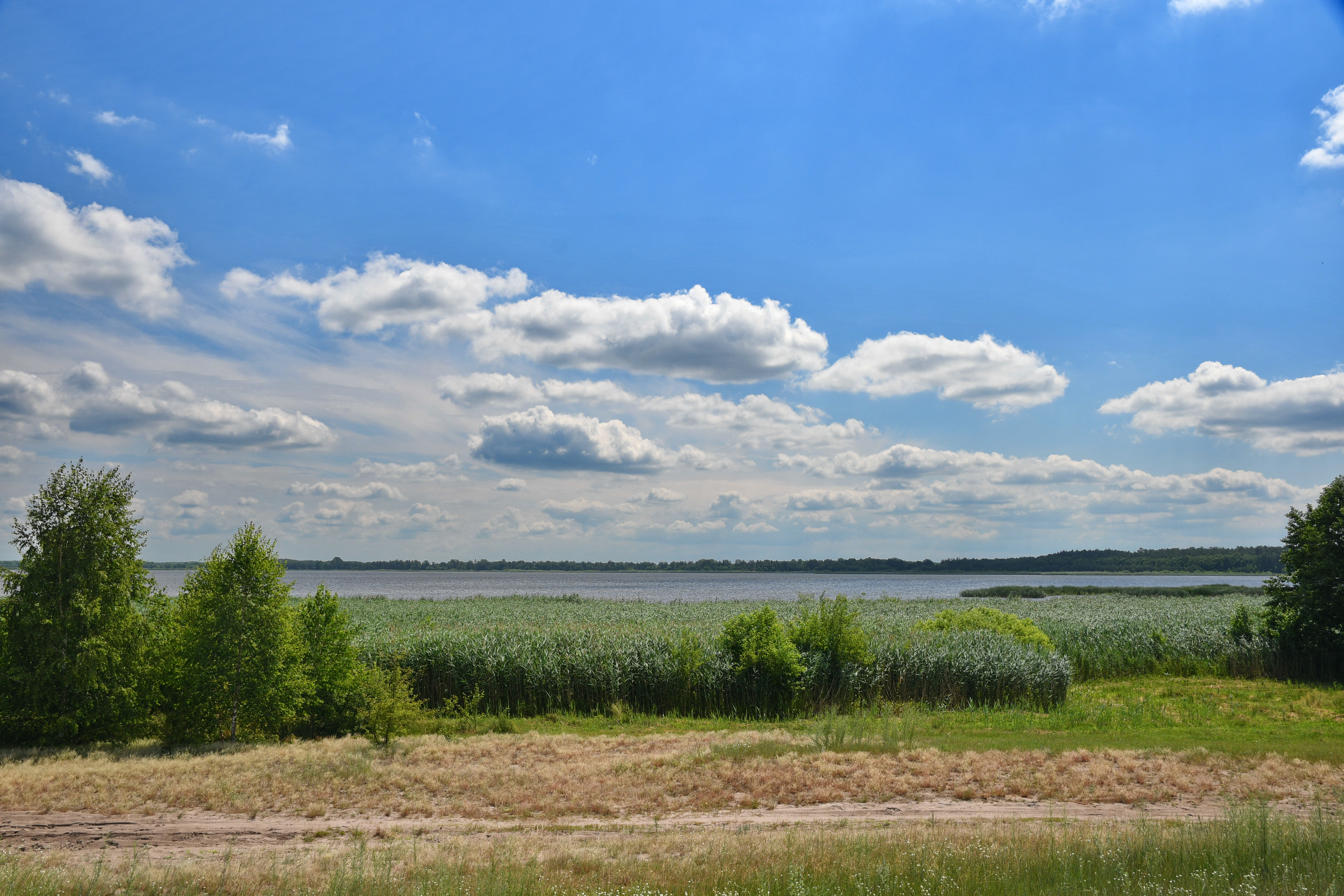
Вигляд із західного берега оз. Велике Оріхове
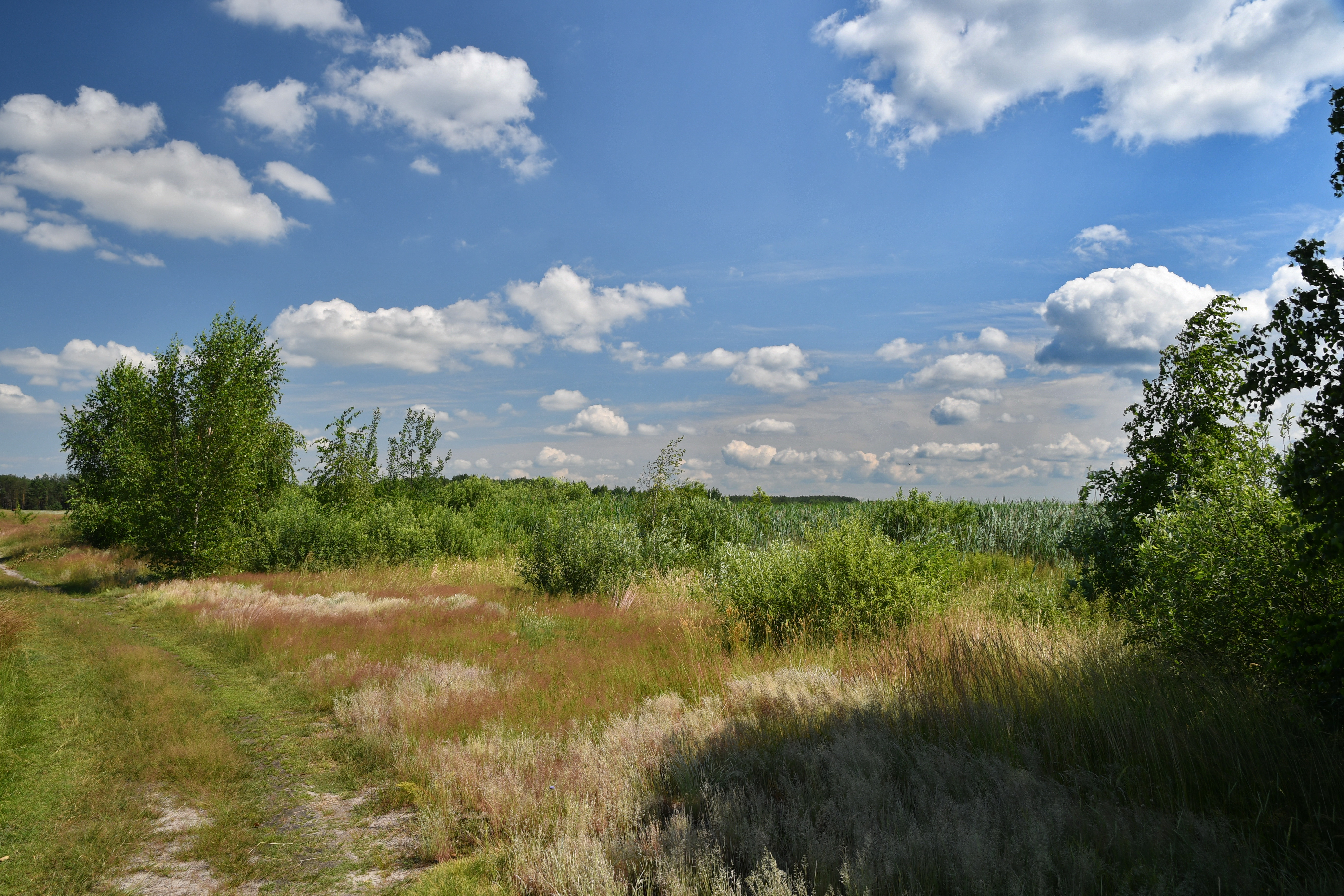
вигляд поблизу західного берега оз. Велике Оріхове